# Sida antillensis
Sida antillensis är en malvaväxtart som beskrevs av Ignatz Urban. Sida antillensis ingår i släktet sammetsmalvor, och familjen malvaväxter. Inga underarter finns listade i Catalogue of Life.